# Łazowa
Łazowa – osada w Polsce, położona w województwie lubelskim, w powiecie tomaszowskim, w gminie Lubycza Królewska.
| SIMC    | Nazwa | Rodzaj     |
| ------- | ----- | ---------- |
| 0892926 | Rudki | przysiółek |

W latach 1975–1998 osada administracyjnie należała do województwa zamojskiego.
Osada stanowi sołectwo gminy Lubycza Królewska obejmujące Łazową i Rudki. Według Narodowego Spisu Powszechnego z roku 2011 wieś liczyła 212 mieszkańców.
W skorowidzu miejscowości z roku 1967 Łazowa odnotowana była jako wieś w gromadzie Lubycza Królewska. Na przełomie lat 1949-1950 zorganizowano tutaj spółdzielnię produkcyjną.
W granicach Łazowej znajduje się miejscowość Święcie (dawn. Święć), należąca dawniej do wsi Lubycza Kameralna.
Wierni Kościoła rzymskokatolickiego należą do parafii Matki Bożej Różańcowej w Lubyczy Królewskiej.